# عبد العلي الجسماني
عبد العلي الجسماني (1925 - 1 فبراير 2009) هو باحثٌ عراقي في علم النفس، كان قد عمل أستاذًا لعلم النفس في عددٍ من الجامعات العربيَّة، كما وضع العديد من المؤلفات.

## سيرته
وُلد عبد العلي الجسماني في كربلاء عام 1925 (أو عام 1924 حسب مصادر أخرى). يحمل شهادة الدبلوم العالي في علم النفس والماجستير والدكتوراة من الجامعات البريطانية، كما عمل في عدة وظائف، حيث كان رئيسًا لقسم علم النفس في كلية الآداب بجامعة بغداد (1975-1986)، وكان عميدًا في جامعة العين في الإمارات العربية المتحدة (1980-1981) وعمل في الجامعة الأردنية عام 1993، وأيضًا في جامعة صنعاء. شارك عبد العلي في أكثر من 40 مؤتمرًا محليًا وعربيًا وعالميًا، وهو عضوٌ في جمعية علم النفس البريطانية [الإنجليزية] واتحاد علماء النفس العالمي.
ترجم أول مقال ونشره في «مجلة المعلم الجديد» عام 1955، ثم واصل التأليف، حيث وضع وضع العديد من المؤلفات والبحوث، ومنها:
- «دراسات نفسية-تربوية-اجتماعية» (جزءين، الأول 1978، والأخير 1980)
- «علم التربية وعلم نفس الطفل» (1978)، مُترجم عن كتاب «The Science of Education and the Psychology of the Child» لجان بياجيه
- «النظرية الفرضية في علم النفس وتأثيرها على الإتجاهات النفسية الحديثة» (1980)
- «علم النفس والتعليم» (1994)
- «علم النفس الغرضي» (1994)
- «الطفل السوي وبعض انحرافاته - مقدمة عامة في سيكولوجية الطفولة» (1994)، مُترجم عن كتاب «The Normal Child and Some of His Abnormalities» لتشارلز ويلفريد فالنتين [الإنجليزية]
- «الأحلام وقواها الخفية» (1995)، مُترجم عن كتاب «Dream Power» لآن فاراداي [الإنجليزية]
- «سيكولوجية الإبداع في الحياة» (1995)
- «القرآن وعلم النفس» (1997)
- «العقل المريض» (2000)
- «قرأت لك من عيون الكتب» (2006)
- موسوعة «موسوعة علم النفس القرآني» في تسعة مجلدات

توفي في صنعاء بتاريخ 1 فبراير 2009 ميلاديًا الموافق 6 صفر 1430 هجريًا عن عمرٍ ناهز 84 عامًا.